# Hubert Walter
Hubert Walter (West Dereham, 1160 circa – Canterbury, 13 luglio 1205) è stato un vescovo cattolico e politico inglese: gran giustiziere, arcivescovo di Canterbury e Lord cancelliere. Accompagnò re Riccardo Cuor di Leone alla terza crociata e fu uno dei principali artefici della sua liberazione dopo la cattura nel 1193.

## Le origini
Hubert Walter nacque intorno al 1160 da Hervey Walter e Maud de Valoignes, che ebbero in tutto sei figli. Hubert ed il fratello maggiore Theobald Walter, I barone Butler, dovettero l'inizio della loro fortuna allo zio Ranulf de Glanvill (morto nel 1190), questi era sposato ad una loro zia materna, che allora era gran giustiziere sotto Enrico II d'Inghilterra. La famiglia Walter aveva diverse terre nel Suffolk e nel Norfolk, che vennero interamente ereditate da Teobaldo che era il maggiore. La famiglia di Hubert era originaria del Norfolk e precisamente di West Dereham, dove è possibile che lui sia nato e la sua prima apparizione nelle carte di famiglia è in un documento che dovrebbe risalire al 1178-1180. Sia Walter sia Theobald andarono, ancora ragazzi, a lavorare prezzo lo zio Glanvill e la sua gratitudine per Rainulf si può desumere da un convento che Walter fondò a Dereham, nei cui documenti di fondazione si legge il desiderio che si preghi per il suo congiunto e per sua moglie Bertha. Fino a qualche anno fa si credeva che Hubert avesse studiato a Bologna, poiché il suo nome compariva in una lista che si credeva elencasse gli studenti, ma studi più recenti tendono a credere che quel documento elenchi sia gli allievi sia gli eventuali benefattori, a sostegno di quest'ipotesi le cronache inglesi riportano che Hubert aveva poca dimestichezza con il latino e che egli stesso non si considerava un uomo di formazione universitaria.

## L'inizio della carriera ecclesiastica
Fra il 1184 e il 1185 Hubert ebbe l'incarico di exchequer ed Enrico II d'Inghilterra lo usò anche come diplomatico, giustiziere o segretario personale . Nel 1186 la sua carriera ecclesiastica prese il via con la nomina a decano di York per volontà dello stesso sovrano, la mossa successiva fu quella di proporlo come arcivescovo di York, sede vacante dal 1181, nel 1186, ma i suoi tentativi vennero frustrati e Hubert rimase semplicemente decano. Il cronista Gervasio di Canterbury (1141 circa-1210 circa) scrisse che in quel periodo Hubert era la vera mano destra del re, non solo perché questi si fidava di lui, ma perché suo zio Glanvill si affidava quasi del tutto alla sua opinione.
Oltre ad amministrare la diocesi di York Hubert fondò anche un convento di canonici regolari premostratensi su una proprietà acquistata presso le terre natali nel 1188.
Nel 1187 Hubert insieme al re tentò di appianare la disputa fra l'Arcivescovo di Canterbury Baldovino di Exeter e i canonici del capitolo, il problema stava nell'intento dell'arcivescovo di fondare una chiesa dedicata a San Tommaso Becket appena fuori le mura della città e di mettervi dei canonici e non dei monaci. Questi ultimi si opposero, temendo che questo fosse il primo passo per portare via loro il capitolo e consegnarlo ai canonici insieme alla possibilità di eleggere l'arcivescovo. Il tentativo di mediazione andò a vuoto e la questione era ancora in piedi quando lo stesso Hubert venne eletto arcivescovo qualche anno più tardi.

## Un vescovo dinamico
Enrico II morì nel luglio del 1189 e suo figlio Riccardo Cuor di Leone nominò Hubert vescovo di Salisbury, l'elezione avvenne il 15 settembre e la consacrazione il 22 ottobre a Westminster. Hubert non fu il solo vescovo consacrato quel giorno, insieme a lui c'erano Godfrey de Luci (morto l'11 settembre 1204) per la diocesi di Winchester, Richard FitzNeal (1130 circa-10 settembre 1198) per quella di Londra e Guglielmo di Longchamp per quella di Ely. Tutte queste nomine potrebbero essere state un segnale di rottura con la politica paterna di mantenere vacanti le sedi vescovili, così che la corona potesse incassare i proventi delle diocesi. In quel periodo suo zio Glanvill, che sarebbe morto poco dopo, si ritirò dai propri uffici pubblici, non è chiaro se spontaneamente o perché spinto a dimissioni. Sempre in quei mesi ad arcivescovo di York venne eletto Goffredo, fratellastro del re, cui Hubert si era sempre opposto, questa volta in contrapposizione al volere di Enrico II, e non si sa se la nomina di Hubert fosse una ricompensa per il ritiro delle sue obiezioni o piuttosto un modo per indurlo a lasciarle cadere.
Poco dopo Hubert, insieme a Baldwin di Forde ed allo zio partì con il re, da Marsiglia, per la terza crociata. I quattro salparono nell'agosto del 1190 ed arrivarono ad Acri (Israele) due mesi dopo. Una volta giunti laggiù Hubert fu uno dei principali negoziatori con Saladino. Siglato il trattato di pace, egli fu uno dei primi ad entrare in Gerusalemme. Fra i termini dell'accordo vi fu la possibilità che un piccolo numero di chierici occidentali rimanessero in città per officiare i servizi religiosi. Qualche mese dopo Hubert venne incaricato di riportare indietro l'esercito mentre Riccardo partiva per la Palestina, ma mentre si trovava in Sicilia venne raggiunto dalla notizia che il re era stato catturato e portato in Germania. Hubert non rimase con le mani in mano e fu uno dei primi, insieme a William di Sainte-Mère-Eglise (morto il 22 marzo 1224) a trovarlo ad Ochsenfurt, dov'era detenuto. Nell'aprile del 1193 Hubert partì per l'Inghilterra per poter mettere insieme il riscatto, Riccardo in quel mese scrisse alla madre Eleonora d'Aquitania per dirle che l'arcivescovo avrebbe dovuto essere eletto arcivescovo di Canterbury e la stessa lettera venne mandata ai canonici del capitolo. La perorazione regale ebbe frutto, il 29 maggio Hubert ebbe l'incarico senza le consultazioni con gli altri vescovi che di norma precedevano queste elezioni. La nomina formale di papa Celestino III arrivò in autunno e la consacrazione fu celebrata il 7 novembre.

## Riformista
Riccardo venne liberato poco dopo, ma non rimase a lungo in patria dovendo vedersela con Filippo II di Francia, che intendeva impossessarsi dei possedimenti continentali del sovrano inglese e prima di partire nominò Hubert gran giustiziere nel Natale del 1193. Hubert rimase in patria occupandosi di raccogliere attraverso le tasse il denaro necessario per la guerra e sovrintendendo all'amministrazione del regno. I continui conflitti richiedevano moltissimi soldi e Hubert alzò le tasse e ne impose di nuove, gli storici sostengono che, guardando i Pipe Rolls dell'epoca, l'Inghilterra fosse tassata fin quasi al limite. L'assenza del re diede a Hubert un'indipendenza straordinaria e mai sperimentata dai suoi predecessori, si scelse i collaboratori senza chiedere al sovrano che sembrava accontentarsi del denaro che veniva raccolto. 
Uno dei suoi primi atti da giustiziere, nel febbraio del 1194, fu il giudizio di Giovanni Senza Terra, fratello del re, che, approfittando della sua cattura e diffondendo la notizia della sua morte, aveva provato a spodestarlo l'anno precedente. Tuttavia le missive spedite ai complici vennero intercettate e le sue terre confiscate, inoltre gli venne chiesto di sottomettersi all'autorità regale e al suo rifiuto Hubert convocò un concilio a Westminster con il proposito di scomunicarlo fino a che non si fosse arreso e visto che Giovanni continuava a rifiutarsi la scomunica ebbe luogo. Poiché la minaccia di ribellione non era ancora sedata Hubert mise d'assedio il castello di Marlborough e chiese al fratello Theobald di mobilitare le proprie truppe nel Lancashire premiandolo con la nomina a Sceriffo della regione. Nello stesso anno tuttavia i due fratelli si riappacificarono ed entro un anno le misure contro Giovanni rientrarono. Degli altri provvedimenti di Hubert si ricorda nel 1194 e nel 1198 la presenza di giudici itineranti, nel 1198 un riordino delle tasse sui terreni. Fu Hubert ad istituire nel 1194 la figura del coroner (il futuro medico legale) che ereditava parte dei doveri dello sceriffo, ridimensionandone la figura ed il potere. Hubert cambiò anche la figura dell'Exchequer dandole anche funzioni diverse dalla mera raccolta del denaro e tentò anche di mettere ordine nel sistema dei prestiti, detenuto in massima parte dagli usurai ebrei, mettendo in piedi un corpo di ufficiali che doveva combattere le frodi. Sempre a lui si deve, probabilmente, l'abitudine di conservare ed archiviare copia dei documenti, lettere, lettere patenti e Feet of Fines nelle cancellerie. Come detto Hubert scelse personalmente i propri collaboratori, molti dei quali avevano già lavorato con lui: pare che le sue scelte fossero dettate più dal merito che da legami famigliari o da favori da rendere.
Nel 1195 predispose che 4 cavalieri ogni 100 fossero incaricati di mantenere l'ordine e la pace sociale, delle sorte di antesignani del giudice di pace. Sul fronte estero Hubert negoziò con la Scozia nel 1195 e con il Galles nel 1197, nonostante il reclamo del Northumberland da parte della prima avesse fatto fallire i negoziati le relazioni rimasero buone fino alla morte di Riccardo. Le trattative con i gallesi iniziarono in conseguenza dello sconfino di Roger Mortimer di Wigmore (morto prima dell'8 luglio 1214) e di Guglielmo de Braose, IV signore di Bramber in territorio gallese che aveva spinto Rhys ap Gruffydd a protestare e a minacciare ritorsioni. Nel 1196 invece soppresse una rivolta contro le tasse capeggiata da William Fitz Osbert, che fu squartato ed appeso per ordine di Hubert.

## Gli incarichi ecclesiastici
In tutto questo Hubert rimase arcivescovo e sul fronte ecclesiale fu legato pontificio dal 1195 al 1198 per conto di Celestino III, anche qui profuse il suo impegno, indagando sulle cattive condotte degli ecclesiastici e deponendo diversi abati. Quando i monaci della Cattedrale di Winchester rimasero senza vescovo a seguito della morte di Henry de Sully (morto il 23 o 24 ottobre 1195) resse quell'incarico fino all'elezione di John de Coutances (morto nel settembre 1198), com'era suo diritto in quanto metropolita.
A Canterbury Hubert riprese il proposito del suo predecessore di costruire una chiesa dove avrebbero vissuto dei canonici e per placare i canonici del capitolo cattedrale promise che questo non li avrebbe privati della possibilità di eleggere l'arcivescovo e che il corpo di Tommaso Becket non sarebbe stato spostato nella nuova struttura. I canonici del capitolo cattedrale però, ben lungi dal fidarsi, si appellarono al pontefice e papa Innocenzo III ordinò che ciò che era stato costruito doveva essere distrutto, ponendosi dalla parte dei canonici. Nel 1195 in un concilio a York legiferò che i chierici potevano incassare la totalità della decima e cinque anni dopo, in un altro concilio, specificò che quando si diceva Messa si doveva parlare chiaro, senza fluttuazioni di tono. Su richiesta papale, infine, seguì i processi di canonizzazione di Gilberto di Sempringham e di San Wulfstan (1008 circa-20 gennaio 1095).
In quegli anni Hubert servì, di fatto, due padroni, e verso la fine del regno di Riccardo le critiche contro di lui per questo motivo crebbero a dismisura da ambo le parti. Nel luglio del 1198, complice anche l'insoddisfazione di Riccardo per l'ultimo carucage, si dimise dalla sua carica secolare.

## Ancora servo di due padroni
Quando nella primavera del 1199 Riccardo morì, Guglielmo il Maresciallo, uno dei baroni più potenti, si consultò con Hubert così da accordarsi su chi supportare come nuovo sovrano, visto che Riccardo era morto senza eredi. La prima scelta di Guglielmo fu Giovanni Senza Terra, mentre Hubert si focalizzò su Arturo I di Bretagna, nipote di Giovanni (figlio di un fratello di quest'ultimo), ma alla fine si accodò alla decisione dell'altro, data la giovane età di Arturo. Una volta certo di avere il loro appoggio, Giovanni chiese a tutti gli uomini liberi del paese di giurargli fedeltà (in ossequio alla tradizione che voleva il re eletto dal popolo) e il 27 maggio venne incoronato re da Hubert; il contenuto del suo discorso venne a lungo dibattuto dagli storici. 
Un altro incarico raggiunse presto Hubert, quello di Lord cancelliere. In questa veste introdusse l'usanza che nessun documento venisse accettato od archiviato se prima non fosse stato ratificato dal re, col risultato che le falsificazioni calarono sensibilmente. Fra i suoi collaboratori ci fu Geoffrey FitzPeter (1162 circa-1213), che si occupava delle tasse, con cui lavorò diverse volte anche in missioni diplomatiche, come quella in Galles del 1203. Hubert dispose anche che i documenti del governo venissero conservati nei Close Rolls e nei Patents Rolls degli archivi giunti fino ai giorni nostri. Nel 1201 Hubert fu inviato in Francia a trattare con Filippo II di Francia, ma la spedizione fu inutile e quando Giovanni partì a sua volta venne nominato reggente. 
Tre anni dopo partì nuovamente insieme a John de Gray (morto il 18 ottobre 1214) vescovo di Norwich, Eustace vescovo di Ely (morto nel 1215), Guglielmo il Maresciallo, Robert de Beaumont, IV conte di Leicester (morto il 21 ottobre 1204 circa) per cercare un accordo di pace. Di nuovo il viaggio fu inutile, il sovrano francese insistette nel fatto che Giovanni dovesse consegnare Arturo I (probabilmente all'epoca già morto) e sua sorella Eleonora di Bretagna e rinunciare ai possedimenti continentali prima di intavolare un accordo. Se l'uno restò fermo sulle proprie posizioni l'altro non fu da meno e i diplomatici tornarono poco prima che Filippo conquistasse la Normandia.
In quegli anni, Hubert proseguì nel suo ministero arcivescovile, ma senza compiere atti di grande rilevanza.
Hubert morì, dopo una lunga malattia, il 13 luglio 1205 e venne sepolto nella Cattedrale di Canterbury, vicino a san Thomas Becket. La sua tomba esiste ancora.

## Genealogia episcopale e successione apostolica
La genealogia episcopale è:
- Papa Lucio III
- Papa Alessandro III
- Arcivescovo Richard of Dover
- Arcivescovo Baldwin of Forde
- Arcivescovo Hubert Walter

La successione apostolica è:
- Vescovo Henry de Sully (1193)
- Vescovo Henry de Abergavenny (1193)
- Vescovo Henry Marshal (1194)
- Vescovo Herbert Poore (1194)
- Vescovo Alan (1195)
- Vescovo John of Coutances (1196)
- Vescovo Robert of Shrewsbury (1197)
- Vescovo Eustace (1198)
- Vescovo Geoffrey de Muschamp (1198)
- Vescovo William of Sainte-Mère-Église (1199)
- Vescovo John de Gray (1200)
- Vescovo Giles de Braose (1200)
- Vescovo Geoffrey de Henlaw (1203)
- Vescovo Simon de Wells (1204)